# Stockholm (Dakota del Sud)
Stockholm è un centro abitato (town) degli Stati Uniti d'America, situato nella contea di Grant nello Stato del Dakota del Sud. La popolazione era di 108 persone al censimento del 2010.
Stockholm fu progettata nel 1896, e prende il nome dall'omonima capitale della Svezia, la patria di una gran parte dei primi coloni.

## Geografia fisica
Stockholm è situata a 45°06′00″N 96°48′01″W (45.100101, -96.800232).
Secondo lo United States Census Bureau, ha un'area totale di 0,44 miglia quadrate (1,14 km²).

## Società

### Evoluzione demografica
Secondo il censimento del 2010, c'erano 108 persone.

### Etnie e minoranze straniere
Secondo il censimento del 2010, la composizione etnica della città era formata dal 91,7% di bianchi, il 2,8% di nativi americani, lo 0,9% di altre etnie, e il 4,6% di due o più etnie. Ispanici o latinos di qualunque etnia erano lo 0,9% della popolazione.